# La Fábrica Textil de Los Ángeles
La Fábrica Textil de Los Ángeles fue una fábrica de telas e hilados ubicada en el municipio de San Miguel de Horcasitas, Sonora, fundada entre 1839 y 1840, por Manuel Íñigo Ruiz y Monteagudo. A partir de la apertura de esta fábrica, se erigió una comisaría bajo el nombre de Fábrica de los Ángeles.

## Inicios
Desde su apertura hasta su desaparición en 1947,  fue propiedad de la Compañía Industrial del Pacífico. S.A.  cuyos principales socios fueron la casa comercial de Guaymas G. Moller y Cía. Sucs, aunque la instalación de la misma se le atribuye a Manuel Íñigo Ruiz y Monteagudo, quien compraría las máquinas de telares en Inglaterra. Su producción activó la economía de la región, haciendo que muchos intereses comerciales de pueblos aledaños como Rayón, Opodepe y, evidentemente, San Miguel de Horcasitas giraran alrededor de esta compañía.

## Segunda mitad delsigloXIX
Durante la segunda mitad del siglo diecinueve, la fábrica producía anualmente 12,000 piezas de manta, valuadas en $42,000.00 Pesos mexicanos; contaba con 41 trabajadores (25 hombres y 16 niños), quienes recibían un pago por jornada de 12 1/2 centavos a 1 peso. Casi toda la industria textil del estado de Sonora se concentraba en este lugar. Ya empezado el siglo veinte, la fábrica abastecía al mercado local con mantas, mezclillas y rayados. La prosperidad que generaba esta compañía, llegó a otorgarle el apodo popular de "pequeño paraíso" al poblado.

## sigloXX
Registró una producción de 44 mil piezas tejidas entre 1900 y 1901; entre 1910 y 1911 registró menor, de 29 mil piezas, probablemente a causa del conflicto social de la Revolución Mexicana. En 1910, la fábrica usaba 330,000 kilos de algodón para su producción. Entre 1905 y 1907 le dio trabajo a 250 obreros; en 1933 había 300 obreros. Durante las décadas de los treinta y cuarenta, el sexto y séptimo censo de población reportaron 4,625 y 4,727 habitantes en el municipio respectivamente, conformado, principalmente, por los pueblos de San Miguel de Horcasitas y La Fábrica de los Ángeles. Durante los años cincuenta, cuando cierra la fábrica, la población descendió a 1834 habitantes, según el censo de población en 1960. En el año de 1947 la fábrica sufrió un accidente y se quemó, finalizando su actividad económica. La fábrica fue dirigida en sus últimos años por Don Delfín Ruibal, padre del empresario Delfín Ruibal Corella.

## Festividades
Muchos habitantes de ciudades y poblaciones cercanas, visitaban la fábrica como atractivo turístico. También se efectuaban fiestas que eran muy concurridas, que gozaban fama de ser grandes eventos; destacan las celebraciones que se realizaban el 1 de mayo. En el año de 1947 la fábrica sufrió un accidente y se quemó, finalizando su actividad económica.

## Funcionamiento
La fábrica funcionaba con el agua del Río San Miguel, por medio de un sistema de dínamos eléctricos. De esta manera, la energía hidráulica movía una rueda gigante de madera que hacía funcionar las máquinas de hilado, las cuales, trabajan noche y día. En este pueblo, había gente despierta las veinticuatro horas: 

todo el tiempo había gente despierta, era como en las ciudades No paraban carros de mulas que iban a Pesqueira a cargar pacas de algodón para lo que tejían acá, y luego volvían a bajar, y no paraban a todas horas, y volvían a bajar.

También dependía en gran medida del uso de leña para diversas tareas. Por un lado, se usaba para la producción de vapor para las máquinas de la fábrica. Esta demanda de leña, provocaba que muchos leñeros circularan continuamente en el pueblo. También circulaba mucha gente de otros pueblos para vender diferentes tipos de productos agrícolas, que eran pagados con monedas de plata. De igual manera, había establecimientos como los Abascales (tiendas que eran propiedad de una familia de apellido Abascal) que intercambiaban productos como comida y ropa con boletos que daban los empleadores de la fábrica.